# Melasma (planta)
Melasma es un género plantas fanerógamas perteneciente a la familia Scrophulariaceae. Ahora clasificada dentro de la familia Orobanchaceae. Comprende 40 especies descritas y de estas, solo 7 aceptadas.

## Taxonomía
El género fue descrito por Peter Jonas Bergius y publicado en Descriptiones Plantarum ex Capite Bonae Spei, ... 162–163. 1767.    La especie tipo es:  Melasma scabrum P.J. Bergius. 	

## Especies aceptadas
A continuación se brinda un listado de las especies del género Melasma (planta)  aceptadas hasta mayo de 2014, ordenadas alfabéticamente. Para cada una se indica el nombre binomial seguido del autor, abreviado según las convenciones y usos: 
- Melasma brasiliense (Benth.) Chodat & Hassl.
- Melasma calycinum (Hiern) Hemsl.
- Melasma indicum Engl.
- Melasma melampyroides (Rich.) Pennell ex Britton & P.Wilson
- Melasma physalodes (D. Don) Melch.
- Melasma rhinanthoides (Cham. & Schltdl.) Benth.
- Melasma strictum (Benth.) Hassl.